# Peripatus bouvieri
Peripatus bouvieri is een ongewerveld dier dat behoort tot de stam van de fluweelwormen (Onychophora). De wetenschappelijke naam van de soort werd voor het eerst geldig gepubliceerd door Fuhrmann in 1913.